# اليكسي بيلوف
اليكسي بيلوف هو لاعب هوكي الجليد روسي، ولد في 9 ديسمبر 1986.

## وصلات خارجية
- اليكسي بيلوف على موقع EliteProspects.com (الإنجليزية)
- اليكسي بيلوف على موقع HockeyDB.com (الإنجليزية)